# Élections municipales de 2002 dans Lanaudière
Les élections municipales québécoises de 2002 se déroulent le 3 novembre 2002. Elles permettent d'élire les maires et les conseillers de chacune des municipalités locales du Québec, ainsi que les préfets de quelques municipalités régionales de comté.

## Lanaudière

### Charlemagne
| Poste/District              | Élu             | Type d'élection |
| --------------------------- | --------------- | --------------- |
| Maire                       | Normand Grenier | Scrutin         |
| Taux de participation: 54 % |                 |                 |

### Chertsey
| Poste/District              | Élu            | Type d'élection |
| --------------------------- | -------------- | --------------- |
| Maire                       | Daniel Brazeau | Scrutin         |
| Taux de participation: 59 % |                |                 |

### Joliette
| Poste/District              | Élu         | Type d'élection |
| --------------------------- | ----------- | --------------- |
| Maire                       | René Laurin | Scrutin         |
| Taux de participation: 60 % |             |                 |

### L'Épiphanie (ville)
| Poste/District              | Élu               | Type d'élection |
| --------------------------- | ----------------- | --------------- |
| Maire                       | Benoit Verstraete | Scrutin         |
| Taux de participation: 60 % |                   |                 |

### Notre-Dame-de-la-Merci
| Poste/District              | Élu            | Type d'élection |
| --------------------------- | -------------- | --------------- |
| Maire                       | Ronald Kendall | Scrutin         |
| Taux de participation: 64 % |                |                 |

### Notre-Dame-des-Prairies
| Poste/District             | Élu         | Type d'élection |
| -------------------------- | ----------- | --------------- |
| Maire                      | Alain Larue | Sans opposition |
| Taux de participation: n/a |             |                 |

### Rawdon
| Poste/District              | Élu          | Type d'élection |
| --------------------------- | ------------ | --------------- |
| Maire                       | Louise Major | Scrutin         |
| Taux de participation: 58 % |              |                 |

### Saint-Calixte
| Poste/District              | Élu               | Type d'élection |
| --------------------------- | ----------------- | --------------- |
| Maire                       | Jacques Ouellette | Scrutin         |
| Taux de participation: 48 % |                   |                 |

### Saint-Cuthbert
| Poste/District             | Élu           | Type d'élection |
| -------------------------- | ------------- | --------------- |
| Maire                      | Robert Fernet | Sans opposition |
| Taux de participation: n/a |               |                 |

### Saint-Gabriel
| Poste/District             | Élu           | Type d'élection |
| -------------------------- | ------------- | --------------- |
| Maire                      | Gaston Durand | Sans opposition |
| Taux de participation: n/a |               |                 |

### Saint-Jacques
| Poste/District              | Élu             | Type d'élection |
| --------------------------- | --------------- | --------------- |
| Maire                       | Pierre Beaulieu | Scrutin         |
| Taux de participation: 45 % |                 |                 |

### Saint-Pierre
| Poste/District             | Élu                       | Type d'élection |
| -------------------------- | ------------------------- | --------------- |
| Maire                      | Françoise Savignac-Dupuis | Sans opposition |
| Taux de participation: n/a |                           |                 |

### Sainte-Marie-Salomé
| Poste/District             | Élu             | Type d'élection |
| -------------------------- | --------------- | --------------- |
| Maire                      | Maurice Richard | Sans opposition |
| Taux de participation: n/a |                 |                 |

### Sainte-Mélanie
| Poste/District             | Élu           | Type d'élection |
| -------------------------- | ------------- | --------------- |
| Maire                      | Serge Lambert | Sans opposition |
| Taux de participation: n/a |               |                 |